# En Sol Spegel
En Sol Spegel är en fiktiv person skapad av Terry Pratchett.

## Handling
En Sol Spegel är den legendariska enaren av det Agateanska Imperiet. Han blev enligt sägnen kejsare efter att ha framkallat magiska soldater med hjälp av jorden och blixtens krafter, som egentligen är terrakottakrigare som har en mekanism inuti sig.